# The Immaculate Collection (video)
The Immaculate Collection è la seconda raccolta di video della cantante Madonna, pubblicato dalla Warner Music il 13 novembre 1990 insieme ad una raccolta omonima di alcune hit dell'artista dal 1983 al 1990.

## Tracce
1. Lucky Star
2. Borderline
3. Like a Virgin
4. Material Girl
5. Papa Don't Preach
6. Open Your Heart
7. La isla bonita
8. Like a Prayer
9. Express Yourself
10. Cherish
11. Oh Father
12. Vogue
13. Vogue (MTV Video Music Awards 1990) (solo nella versione in DVD)